# Huna (folk)
Huna eller indo-heftaliter kallas de heftaliter som invaderade Indien i mitten på 400-talet. 
Det har ibland föreslagits att de skulle vara hunner, men idag ställer sig många historieforskare tveksamma till denna hypotes.